# Hans Berger (Manager)
Hans Berger (* 22. April 1950) ist ein deutscher Manager und war vom 1. Januar 2007 bis zu seinem Rücktritt am 10. November 2008 Vorstandsvorsitzender der HSH Nordbank.

## Beruflicher Werdegang
Berger war seit 1986 Vorstandsmitglied bei der Sparkasse Kiel. 1996 wechselte er in den Vorstand der Landesbank Schleswig-Holstein (LB Kiel), ab 2003 war er Vorstandsvorsitzender. Nach Gründung der HSH Nordbank, die aus der Fusion der Hamburgischen Landesbank mit der Landesbank Schleswig-Holstein entstanden war, übernahm er dort das Amt des stellvertretenden Vorstandsvorsitzenden. Mit Wirkung vom 1. Januar 2007 wurde Hans Berger als Nachfolger von Alexander Stuhlmann Vorstandsvorsitzender der Bank. 
Im Zuge der internationalen Finanzkrise 2008 rutschte die HSH Nordbank in die Verlustzone. Am 3. November 2008 teilte die HSH Nordbank in einer Pressemeldung mit, dass sie bei der Finanzmarktstabilisierungsanstalt einen Garantierahmen von bis zu 30 Milliarden Euro beantragen wird. Am 10. November 2008 trat Berger daraufhin von seinem Amt als Vorstandsvorsitzender zurück. Sein Nachfolger wurde das bisherige Vorstandsmitglied Dirk Jens Nonnenmacher.
Jahre später musste sich Berger wegen des im Dezember 2007 vom Vorstand der HSH Nordbank beschlossenen Projekts „Omega 55“ vor Gericht verantworten. Dabei handelte es sich um eine gemeinsam mit der französischen Großbank BNP Paribas gegründete Zweckgesellschaft. Der französische Partner hatte unter anderem isländische Staatsanleihen und Lehman-Papiere, die in der Finanzkrise zu Verlusten führten, in die Gesellschaft eingebracht. Die Anklage gegen sechs ehemalige Vorstände lautete auf Untreue; der Schaden wurde mit 158 Millionen Euro beziffert. Der Prozess wurde am 24. Juli 2013 vor dem Landgericht Hamburg eröffnet und endete am 9. Juli 2014 mit einem Freispruch für alle Angeklagten. Auf die Revision der Staatsanwaltschaft hob der Bundesgerichtshof das Urteil am 12. Oktober 2016 auf und verwies das Verfahren zur erneuten Verhandlung an das Landgericht Hamburg zurück.
Im Juni 2019 wurde der Prozess schließlich gegen Auflagen (1,5 Millionen Euro Geldzahlung) eingestellt.

## Mitgliedschaften
Bis zum 10. November 2008 war Berger Mitglied des Verwaltungsrates der DekaBank Deutsche Girozentrale.